# Roudno
Roudno (niem. Rautenberg) – gmina w Czechach, w powiecie Bruntál, w kraju morawsko-śląskim. Według danych z dnia 1 stycznia 2012 liczyła 193 mieszkańców.
Dzieli się na dwie części:
- Roudno
- Volárna